# Puifel
Puifel o Puigfell es un despoblado perteneciente al municipio de Arén, comarca de Ribagorza, provincia de Huesca, Aragón.

## Toponimia
El topónimo viene del aragonés Puig Felz que significa cima de helechos.

## Geografía
Se encuentra en el vertiente de la sierra de San Marcos a 808 m s. n. m., por encima de la confluencia del barranco de Colls con el Noguera Ribagorzana.

### Urbanismo
Contaba con dos casas, casa Miquelerín y Casa Puyet.

## Historia
Las primeras noticias que se tienen de la población son junto con las del también despoblado de Las Senderas son desde al menos el 1549 cuando en un informe de Martín de Gurrea y Aragon, donde se realiza un recuento de las posesiones del conde Alonso Felipe y menciona:

Las Senderas y Puifel son rramon de calasanz señor de claravalles y son siete bezinos que pagan al dicho señor quistias y diezmas al señor conde en los dichos lugares la jurisdiccion criminal y çebil dentro de las casas

## Patrimonio
- Casa Miquelerín, edificio del siglo XVIII que consta de dos plantas y aun se encuentra en pie, accediendose al interior a través de un aro de medio punto dovelado en el muro este.

- Ermita de San Esteve, templo del siglo XVIII.

## Demografía
Durante el recuento del 1549 Puifel solamente contaba con un solo fuego, Las Senderas contaba con tres, mientras que en el 1848 tenía 11 habitantes y en nomenclátor del 1930, el único en el que apareció, contaba con cinco habitantes.